# Kurt von Rümker
Kurt Heinrich Teodor von Rümker, född 23 juli 1859 i Heiligenbrunn vid Danzig, död 4 februari 1940 i Berlin, var en tysk lantbrukslärare
Rümker blev efter några års verksamhet som jordbrukare docent och 1889 professor vid universitetet i Göttingen, 1892 i Halle an der Saale, 1895 i Breslau och 1912 vid lantbrukshögskolan i Berlin, där han var professor i växtodling och föreståndare för högskolans lantbruksavdelning, en befattning från vilken han avgick 1920. Han inlade stor förtjänst genom reorganisationen av lantbruksinstitutet vid universitetet i Breslau och som flitig författare, rörande lantbruksundervisning och växtförädling. Han blev 1905 utländsk ledamot av svenska Lantbruksakademien.